# Karin Dedler
Karin Dedler, née le 2 février 1963 à Dietmannsried, est une ancienne skieuse alpine allemande, qui a mis un terme à sa carrière en 1992

## Championnats du monde
- Championnats du monde de 1989 à Vail (États-Unis) :
  -  Médaille de bronze en Descente

## Coupe du monde
- Meilleur résultat au classement général : 11e en 1990

### Saison par saison
- Coupe du monde 1985 :
  - Classement général : 46e
- Coupe du monde 1986 :
  - Classement général : 55e
- Coupe du monde 1987 :
  - Classement général : 50e
- Coupe du monde 1988 :
  - Classement général : 38e
- Coupe du monde 1989 :
  - Classement général : 49e
- Coupe du monde 1990 :
  - Classement général : 11e
- Coupe du monde 1991 :
  - Classement général : 20e
- Coupe du monde 1992 :
  - Classement général : 32e